# A Billboard Hot 100 listavezetői 1984-ben

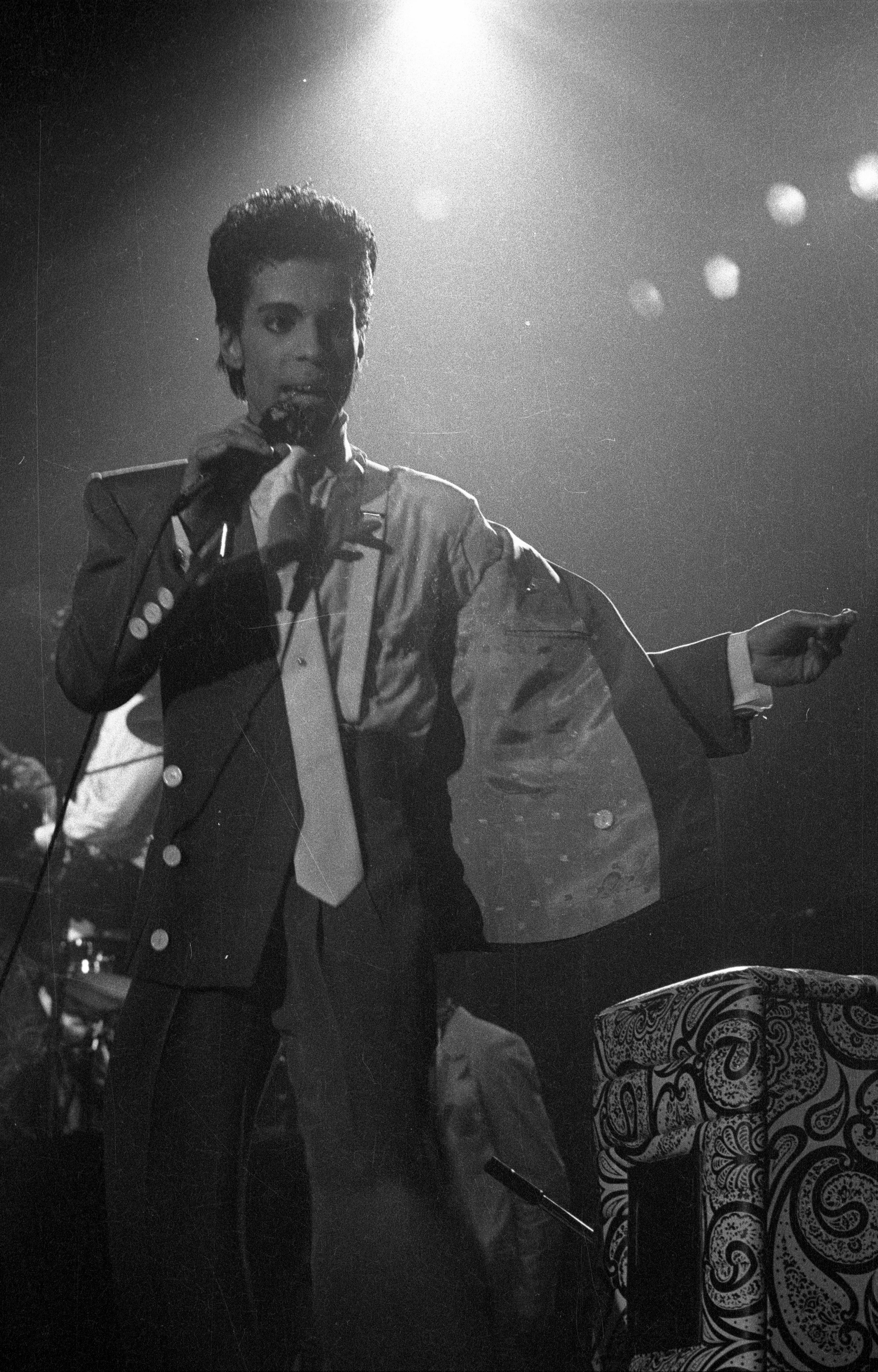
Prince volt az év legsikeresebb előadója, dalai (When Doves Cry, Let's Go Crazy) összesen hét hetet töltöttek a lista élén.

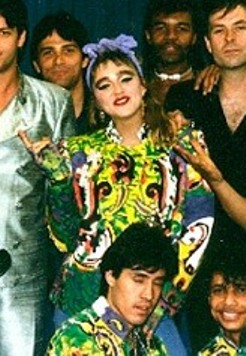
Madonna kislemeze, a Like a Virgin töltötte egyhuzamban a leghosszabb időt a listán, hat héttel.

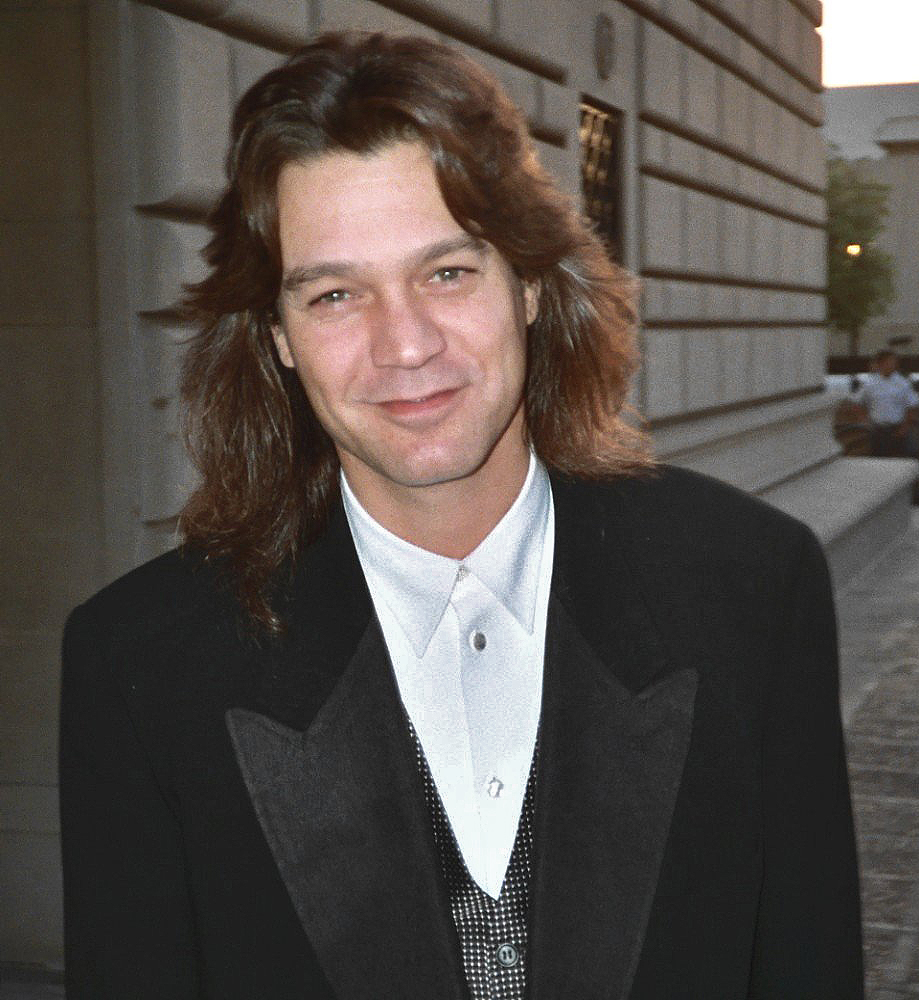
A Van Halen amerikai hard rock együttes ebben az évben szerezte első listavezető dalát. A Jump öt hetet töltött a lista élén. A képen Eddie Van Halen látható.

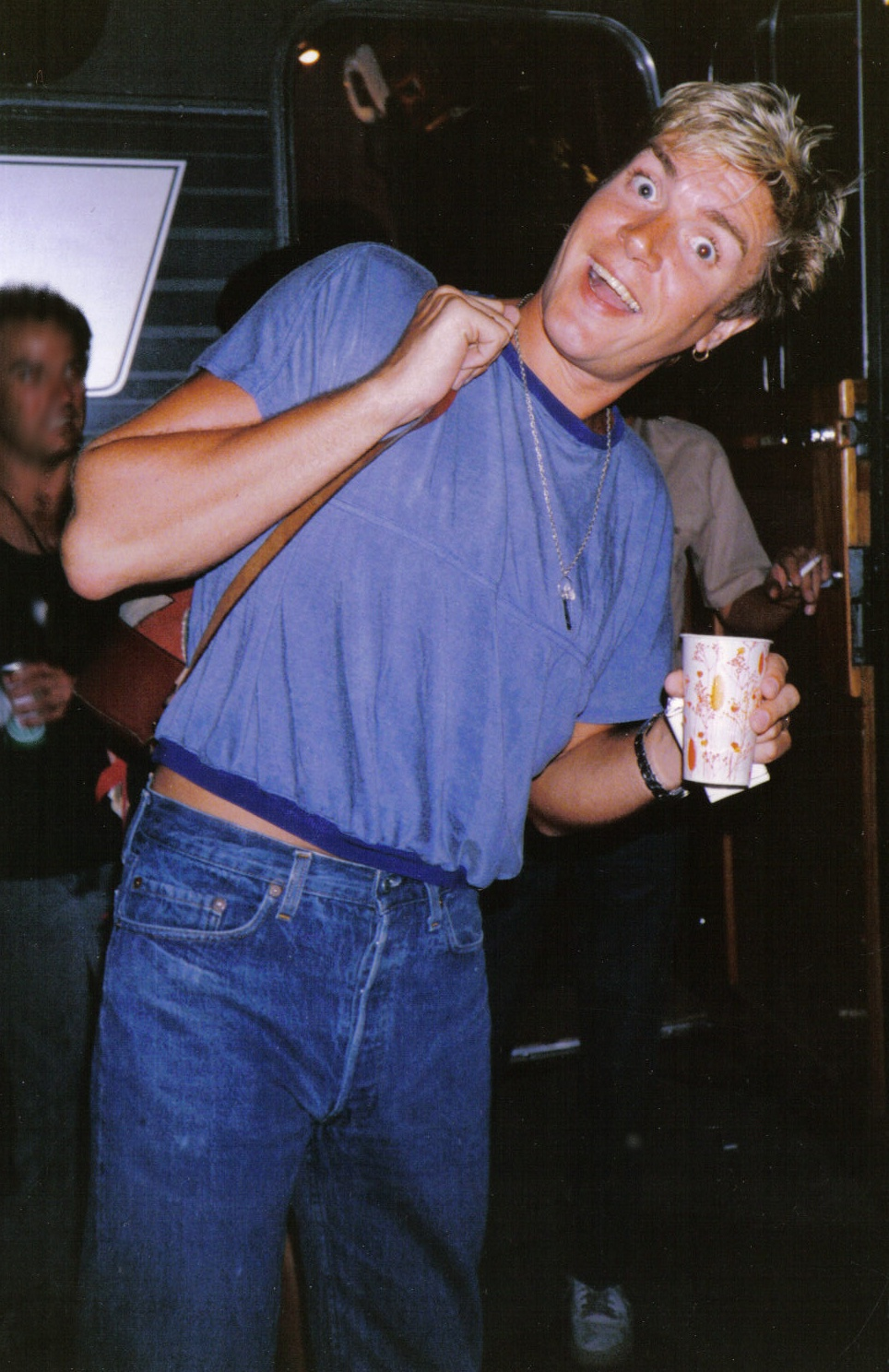
A Duran Duran ebben az évben szerezte első listavezető dalát az Egyesült Államokban. A képen az angol szintipop együttes énekese, Simon Le Bon látható.

Az alábbi listán a Billboard Hot 100 listavezetői szerepelnek 1984-ből. 1984-ben Prince töltötte a legtöbb időt a slágerlista első helyén, hét héttel a When Doves Cry és Let's Go Crazy dalokkal. Ennek ellenére a legtöbb időt sorozatban első helyen töltő kislemez Madonna Like a Virgin-je volt (hat hét), amely 1984-ben két hetet, majd 1985-ben még négy hetet töltött az élen.
Ebben az évben 15 előadó érte el először a lista élét, a Yes, a Culture Club, a Van Halen, Kenny Loggins, Phil Collins, Cyndi Lauper, a Duran Duran, Prince, Ray Parker Jr., Tina Turner, John Waite, a The Revolution, Billy Ocean, a Wham! és Madonna. Prince volt az egyetlen, aki egynél többször listavezető volt (2).
| A sárga háttérrel a Billboard év végi listájának első helyezettje van kiemelve. |

| No. | Kiadás dátuma  | Dal                                       | Előadó(k)                         | For.   |
| --- | -------------- | ----------------------------------------- | --------------------------------- | ------ |
| 542 | január 7.      | Say Say Say                               | Paul McCartney és Michael Jackson | [ 1 ]  |
| 542 | január 14.     | Say Say Say                               | Paul McCartney és Michael Jackson | [ 2 ]  |
| 543 | január 21.     | Owner of a Lonely Heart                   | Yes                               | [ 3 ]  |
| 543 | január 28.     | Owner of a Lonely Heart                   | Yes                               | [ 4 ]  |
| 544 | február 4.     | Karma Chameleon                           | Culture Club                      | [ 5 ]  |
| 544 | február 11.    | Karma Chameleon                           | Culture Club                      | [ 6 ]  |
| 544 | február 18.    | Karma Chameleon                           | Culture Club                      | [ 7 ]  |
| 545 | február 25.    | Jump                                      | Van Halen                         | [ 8 ]  |
| 545 | március 3.     | Jump                                      | Van Halen                         | [ 9 ]  |
| 545 | március 10.    | Jump                                      | Van Halen                         | [ 10 ] |
| 545 | március 17.    | Jump                                      | Van Halen                         | [ 11 ] |
| 545 | március 24.    | Jump                                      | Van Halen                         | [ 12 ] |
| 546 | március 31.    | Footloose                                 | Kenny Loggins                     | [ 13 ] |
| 546 | április 7.     | Footloose                                 | Kenny Loggins                     | [ 14 ] |
| 546 | április 14.    | Footloose                                 | Kenny Loggins                     | [ 15 ] |
| 547 | április 21.    | Against All Odds (Take a Look at Me Now)  | Phil Collins                      | [ 16 ] |
| 547 | április 28.    | Against All Odds (Take a Look at Me Now)  | Phil Collins                      | [ 17 ] |
| 547 | május 5.       | Against All Odds (Take a Look at Me Now)  | Phil Collins                      | [ 18 ] |
| 548 | május 12.      | Hello                                     | Lionel Richie                     | [ 19 ] |
| 548 | május 19.      | Hello                                     | Lionel Richie                     | [ 20 ] |
| 549 | május 26.      | Let's Hear It for the Boy                 | Deniece Williams                  | [ 21 ] |
| 549 | június 2.      | Let's Hear It for the Boy                 | Deniece Williams                  | [ 22 ] |
| 550 | június 9.      | Time After Time                           | Cyndi Lauper                      | [ 23 ] |
| 550 | június 16.     | Time After Time                           | Cyndi Lauper                      | [ 24 ] |
| 551 | június 23.     | The Reflex                                | Duran Duran                       | [ 25 ] |
| 551 | június 30.     | The Reflex                                | Duran Duran                       | [ 26 ] |
| 552 | július 7.      | When Doves Cry                            | Prince                            | [ 27 ] |
| 552 | július 14.     | When Doves Cry                            | Prince                            | [ 28 ] |
| 552 | július 21.     | When Doves Cry                            | Prince                            | [ 29 ] |
| 552 | július 28.     | When Doves Cry                            | Prince                            | [ 30 ] |
| 552 | augusztus 4.   | When Doves Cry                            | Prince                            | [ 31 ] |
| 553 | augusztus 11.  | Ghostbusters                              | Ray Parker, Jr.                   | [ 32 ] |
| 553 | augusztus 18.  | Ghostbusters                              | Ray Parker, Jr.                   | [ 33 ] |
| 553 | augusztus 25.  | Ghostbusters                              | Ray Parker, Jr.                   | [ 34 ] |
| 554 | szeptember 1.  | What's Love Got to Do with It             | Tina Turner                       | [ 35 ] |
| 554 | szeptember 8.  | What's Love Got to Do with It             | Tina Turner                       | [ 36 ] |
| 554 | szeptember 15. | What's Love Got to Do with It             | Tina Turner                       | [ 37 ] |
| 555 | szeptember 22. | Missing You                               | John Waite                        | [ 38 ] |
| 556 | szeptember 29. | Let's Go Crazy                            | Prince and the Revolution         | [ 39 ] |
| 556 | október 6.     | Let's Go Crazy                            | Prince and the Revolution         | [ 40 ] |
| 557 | október 13.    | I Just Called to Say I Love You           | Stevie Wonder                     | [ 41 ] |
| 557 | október 20.    | I Just Called to Say I Love You           | Stevie Wonder                     | [ 42 ] |
| 557 | október 27.    | I Just Called to Say I Love You           | Stevie Wonder                     | [ 43 ] |
| 558 | november 3.    | Caribbean Queen (No More Love on the Run) | Billy Ocean                       | [ 44 ] |
| 558 | november 10.   | Caribbean Queen (No More Love on the Run) | Billy Ocean                       | [ 45 ] |
| 559 | november 17.   | Wake Me Up Before You Go-Go               | Wham!                             | [ 46 ] |
| 559 | november 24.   | Wake Me Up Before You Go-Go               | Wham!                             | [ 47 ] |
| 559 | december 1.    | Wake Me Up Before You Go-Go               | Wham!                             | [ 48 ] |
| 560 | december 8.    | Out of Touch                              | Daryl Hall and John Oates         | [ 49 ] |
| 560 | december 15.   | Out of Touch                              | Daryl Hall and John Oates         | [ 50 ] |
| 561 | december 22.   | Like a Virgin                             | Madonna                           | [ 51 ] |
| 561 | december 29.   | Like a Virgin                             | Madonna                           | [ 52 ] |